# 哈米德·伊斯梅洛夫
哈米德·伊斯梅洛夫 （俄语：Хамид Исмайлов），吉尔吉斯作家，生于托克马克。他于1992年移居英国，并曾在BBC任职25年。其最有名的作品是1997年出版的讽刺小说《铁路》。

## 生平
伊斯梅洛夫毕业于军事通信学院，后来曾于塔什干大学进修法律和管理学。20世纪80年代末，他创立了一个文学团体“精确会议”，成员有诗人、哲学家、文学评论家、作家和翻译家。他出版了《花园》、《沙漠》等诗集，同时还发表了许多关于文学和乌兹别克精神的学术文章。
20世纪90年代初，伊斯梅洛夫与法国作曲家米歇尔·卡斯基合作创作了几首音诗，包括《巴比伦赞美诗》或《沙漏/现代人》。1997年，其小说《铁路》在莫斯科出版，这部小说写于他流亡之前。1992年，他就因卡里莫夫政权的打压而逃离了乌兹别克斯坦，其作品在祖国也遭到查禁。

## 创作
1997年，伊斯梅洛夫以化名阿尔塔耶尔·马格迪在莫斯科出版了小说《铁路》，这是他最富盛名的作品。书中的故事设定在一个乌兹别克的小火车站吉拉斯，出场人物有乌兹别克人、俄罗斯人、韩国人、土耳其人、吉尔吉斯人、犹太人、亚美尼亚人，甚至有摩洛哥王子。各种各样的奇事在这里上演，比如两个少年被一个男孩溺毙、猥亵儿童的事件。作者结合了果戈里式的闹剧和陀思妥耶夫斯基式的残酷，引入了后现代主义的漫画式笔调，反映了中亚地区的历史变迁。